# Кубок Азії з футболу 1968
Кубок Азії 1968 — футбольний турнір серед азійських збірних. Це був четвертий Кубок Азії. Фінальний етап проходив в Ірані з 10 по 19 травня 1968 року. Кубок завоювала збірна-господарка турніру, перемігши у всіх чотирьох свої іграх на турнірі.

## Кваліфікація
- Іран кваліфікувався як господар
- Ізраїль кваліфікувався як переможець попереднього кубку.

### Група 1
Всі ігри групи 1 кваліфікації проходили у Бірмі
12 листопада 1967
| Бірма | 2 – 0 | Індія |

13 листопада 1967
| Камбоджа | 1 – 0 | Пакистан |

15 листопада 1967
| Пакистан | 1 – 1 | Індія |

16 листопада 1967
| Бірма | 1 – 0 | Камбоджа |

18 листопада 1967
| Камбоджа | 3 – 1 | Індія |

19 листопада 1967
| Бірма | 2 – 0 | Пакистан |

| Збірна   | О | І | В | Н | П | ГЗ | ГП | РГ |
| -------- | - | - | - | - | - | -- | -- | -- |
| Бірма    | 6 | 3 | 3 | 0 | 0 | 5  | 0  | +5 |
| Камбоджа | 4 | 3 | 2 | 0 | 1 | 4  | 2  | +2 |
| Пакистан | 1 | 3 | 0 | 1 | 2 | 1  | 4  | −3 |
| Індія    | 1 | 3 | 0 | 1 | 2 | 2  | 6  | −4 |

### Група 2
Всі ігри групи 2 кваліфікації проходили у Гонконгу
22 березня 1967
| Гонконг | 2 – 0 | Південний В'єтнам |

24 березня 1967
| Малайзія | 1 – 1 | Сінгапур |

| Таїланд | 0 – 1 | Південний В'єтнам |

26 березня 1967
| Таїланд | 4 – 1 | Сінгапур |

| Гонконг | 3 – 1 | Малайзія |

29 березня 1967
| Південний В'єтнам | 0 – 2 | Малайзія |

| Гонконг | 2 – 0 | Сінгапур |

31 березня 1967
| Таїланд | 1 – 0 | Малайзія |

2 квітня 1967
| Гонконг | 2 – 0 | Таїланд |

| Південний В'єтнам | 3 – 0 | Сінгапур |

| Збірна            | О | І | В | Н | П | ГЗ | ГП | РГ |
| ----------------- | - | - | - | - | - | -- | -- | -- |
| Гонконг           | 8 | 4 | 4 | 0 | 0 | 9  | 1  | +8 |
| Таїланд           | 4 | 4 | 2 | 0 | 2 | 5  | 4  | +1 |
| Південний В'єтнам | 4 | 4 | 2 | 0 | 2 | 4  | 4  | 0  |
| Малайзія          | 3 | 4 | 1 | 1 | 2 | 4  | 5  | −1 |
| Сінгапур          | 1 | 4 | 0 | 1 | 3 | 2  | 10 | −8 |

### Група 3
Всі ігри групи 1 кваліфікації проходили у Тайпеї
27 липня 1967
| Китайський Тайбей | 2 – 2 | Японія |

| Південна Корея | 1 – 1 | Індонезія |

1 серпня 1967
| Китайський Тайбей | 9 – 0 | Філіппіни |

| Японія | 2 – 1 | Південна Корея |

3 серпня 1967
| Китайський Тайбей | 3 – 2 | Індонезія |

| Японія | 2 – 0 | Філіппіни |

5 серпня 1967
| Японія | 2 – 1 | Індонезія |

| Південна Корея | 7 – 0 | Філіппіни |

7 серпня 1967
| Китайський Тайбей | 1 – 0 | Південна Корея |

| Індонезія | 6 – 0 | Філіппіни |

| Збірна            | О | І | В | Н | П | ГЗ | ГП | РГ  |
| ----------------- | - | - | - | - | - | -- | -- | --- |
| Китайський Тайбей | 7 | 4 | 3 | 1 | 0 | 15 | 4  | +11 |
| Японія            | 7 | 4 | 3 | 1 | 0 | 8  | 4  | +4  |
| Південна Корея    | 3 | 4 | 1 | 1 | 2 | 9  | 4  | +5  |
| Індонезія         | 3 | 4 | 1 | 1 | 2 | 10 | 6  | +4  |
| Філіппіни         | 0 | 4 | 0 | 0 | 4 | 0  | 24 | −24 |

## Фінальний турнір

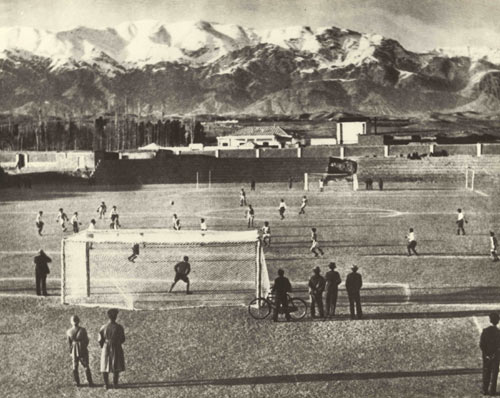
Стадіон «Амджаді»

| Збірна           | О | І | В | Н | П | ГЗ | ГП | РГ |
| ---------------- | - | - | - | - | - | -- | -- | -- |
| Іран             | 8 | 4 | 4 | 0 | 0 | 11 | 2  | +9 |
| Бірма            | 5 | 4 | 2 | 1 | 1 | 5  | 4  | +1 |
| Ізраїль          | 4 | 4 | 2 | 0 | 2 | 11 | 5  | +6 |
| Республіка Китай | 2 | 4 | 0 | 2 | 2 | 3  | 10 | −7 |
| Гонконг          | 1 | 4 | 0 | 1 | 3 | 2  | 11 | −9 |

| 10.05.1968 |

| Іран                                | 2 – 0 | Гонконг |
| ----------------------------------- | ----- | ------- |
| Хомаюн Бехзаді 70' Алі Джаббарі 88' | Звіт  |         |

| «Амджаді», Тегеран Глядачів: 28,000 Арбітр: Норман Босвелл |

| 11.05.1968 |

| Республіка Китай | 1 – 1 | Бірма |
| ---------------- | ----- | ----- |
|                  |       |       |

| «Амджаді», Тегеран |

| 12.05.1968 |

| Гонконг         | 1 – 6 | Ізраїль                                                              |
| --------------- | ----- | -------------------------------------------------------------------- |
| Юан Куан Їк 76' |       | Мордехай Шпіглер 9', 65' Гіора Шпігель 52', 54' Моше Романо 61', 71' |

| «Амджаді», Тегеран Глядачів: 30,000 Арбітр: Батха Хатерчі |

| 13.05.1968 |

| Іран                                                                                | 4 – 0  | Республіка Китай |
| ----------------------------------------------------------------------------------- | ------ | ---------------- |
| Хомаюн Бехзаді 31' Хоссейн Калані 34' Акбар Ефтекхарі 51' Голам Хоссейн Фарзамі 56' | Report |                  |

| «Амджаді», Тегеран Глядачів: 30,000 Арбітр: Алекс Йозеф Ваз |

| 14.05.1968 |

| Бірма     | 1 – 0 | Ізраїль |
| --------- | ----- | ------- |
| Пу Ба 42' |       |         |

| «Амджаді», Тегеран Глядачів: 30,000 Арбітр: Норман Босвелл |

| 15.05.1968 |

| Гонконг | 1 – 1 | Республіка Китай |
| ------- | ----- | ---------------- |
|         |       |                  |

| «Амджаді», Тегеран |

| 16.05.1968 |

| Іран                                                     | 3 – 1  | Бірма       |
| -------------------------------------------------------- | ------ | ----------- |
| Хоссейн Калані 2' Акбар Ефтекхарі 60' Хомаюн Бехзаді 71' | Report | Єні Йот 50' |

| «Амджаді», Тегеран Глядачів: 30,000 Арбітр: Натраджан |

| 17.05.1968 |

| Ізраїль                                                    | 4 – 1 | Республіка Китай  |
| ---------------------------------------------------------- | ----- | ----------------- |
| Моше Романо 2', 60' Самуїл Розенталь 70' Гіора Шпігель 76' |       | Лі Хуан-Вен 45+1' |

| «Амджаді», Тегеран Глядачів: 20,000 Арбітр: Нараян Гош |

| 18.05.1968 |

| Бірма | 2 – 0 | Гонконг |
| ----- | ----- | ------- |
|       |       |         |

| «Амджаді», Тегеран |

| 19.05.1968 |

| Іран                                    | 2 – 1 | Ізраїль           |
| --------------------------------------- | ----- | ----------------- |
| Хомаюн Бехзаді 75' Парвіз Гелічхані 86' | Звіт  | Гіора Шпігель 56' |

| «Амджаді», Тегеран Глядачів: 30,000 Арбітр: Алекс Йозеф Ваз |

## Переможець
| Переможець Кубку Азії 1968 |
| -------------------------- |
| · Іран · Перший титул      |